# Паоло Гуїніджі
Паоло Гуініджі (Лукка, 1372 або 1376 — Павія, 1432) — правитель (сеньйор) міста-держави Лукка з 1400 по 1430 рік, в період, коли в місті було встановлено політичний устрій сеньйорії.

## Початок політичної кар'єри, становлення сеньйорії
Паоло народився 1372 року в одній з найвпливовіших родин Лукки. Його батько, Франческо Гуініджі, був головою економічно потужного роду, представники якого отримували свій прибуток від володіння землею, торгівлі і банківської діяльності. Франческо Гуініджі брав участь у політичних процесах і переговорах, які супроводжували набуття незалежності Лукки від Пізанської республіки в 1369 році, а також відіграв важливу роль у подальшому відродженні міста.
В сім'ї Паоло був наймолодшим сином, що не завадило йому зайняти місце голови роду в 1400 році, коли було вбито його старшого брата Лаззаро Гуініджі (який головував після смерті батька в 1384 році), а інші члени сім'ї стали жертвами епідемії чуми 1399—1400 рр.
Паоло Гуініджі став фактичним одноосібним правителем Лукки восени 1400 року, коли його було проголошено спочатку капітано-дель-пополо, а 21 листопада 1400-го — сеньйором Лукки.

## Подружнє життя
Паоло Гуініджі протягом свого життя встиг одружитися чотири рази:
- 1400—1403 рр. Вперше Паоло одружився у 1400 році, його перша дружина Марія Катерина Антельмінеллі була нащадком Каструччіо Кастракані, славетного правителя Лукки на початку XIV століття. Шлюб тривав 3 роки, але в 1403 році Марія Катерина померла, не лишивши Паоло дітей.

- 1403—1405 рр. В 1403 році одружився вдруге, на Іларії дель Карретто, представниці вельможного роду Дель Карретто з Лігурії. Подружжя мало двох дітей — сина Ладіслао Гуініджі (зробив успішну кар'єру кондотьєра і в 1429 році брав участь в обороні Лукки від Флорентійської республіки), а також доньку Іларію, яка отримала ім'я на честь матері. Одразу після народження доньки 26-річна Іларія і померла, в грудні 1405 року. Паоло спорудив для Іларії прекрасний саркофаг, виготовлений італійським скульптором Якопо делла Кверча, який зараз знаходиться у кафедральному соборі Сан-Мартіно в Луцці.

- 1407—1416 рр. Третьою дружиною Паоло з 1407 року стала жінка на ім'я П'ячентіна да Варано, дочка сеньйора Камерино, яка померла в 1416 році.

- 1420—1432 рр. Четвертий шлюб Паоло уклав у 1420 році з Джакопою Трінчі, з якою у нього була донька Філіппа.

## Прихильність до мистецтва
За життя Паоло Гуініджі, на його замовлення та за його фінансування було створено ряд визначних творів мистцества, включно з роботами італійського скульптора Якопо делла Кверча. Сьогодні в будинку Паоло Гуініджі створено Національний музей Вілла Гуініджі.

## Повалення сеньйорії, ув'язнення та смерть
Помер в ув'язненні в Павії в 1432 році.